# Campeonato Nacional B 1995-96
El Torneo Nacional B 1995-96 fue la décima temporada disputada de la Primera B Nacional, que llevaba por ese entonces el nombre de Nacional B. Fue disputado entre el 12 de agosto de 1995 y el 13 de julio de 1996. 
En este torneo comenzaron los sucesivos cambios, año tras año, en la forma de disputa del campeonato. A partir de esta temporada se adoptó el sistema de puntuación que otorga tres puntos por partido ganado y se comenzaron a disputar los campeonatos con el formato de Torneo Apertura y Clausura. 
Se incorporaron a la categoría Talleres (C), descendido de la Primera División; Huracán Corrientes, que tomó el lugar de Deportivo Mandiyú el cual había descendido de Primera División y se había desafiliado, Atlanta, campeón de la Primera B Metropolitana, San Martín (SJ), campeón del Torneo del Interior y Tigre, ganador del Torneo reducido de la Primera B Metropolitana.
El campeón fue Huracán Corrientes, ganador del Torneo Apertura, que se coronó tras vencer al del Clausura, Talleres de Córdoba, en una final. Unión obtuvo el segundo ascenso por medio del Torneo Reducido.
Asimismo, el torneo determinó el descenso de Tigre a la Primera B Metropolitana, ya que perdió su serie en el Torneo Reclasificatorio, el cual debió disputar por tener uno de los tres peores promedios de la temporada.

## Ascensos y descensos
| Promedio | Descendidos del Nacional B 1994-95 |
| -------- | ---------------------------------- |
| 20.º     | Deportivo Italiano                 |
| 21.º     | Deportivo Laferrere                |
| 22.º     | Talleres (RdE)                     |

| Posición            | Ascendidos al Nacional B 1995-96 |
| ------------------- | -------------------------------- |
| 1.º                 | Atlanta                          |
| Gan. Red.           | Tigre                            |
| Torneo del Interior | San Martín de San Juan           |

| Posición  | Ascendidos a la Primera División 1995-96 |
| --------- | ---------------------------------------- |
| 1.º       | Estudiantes de La Plata                  |
| Gan. Red. | Colón                                    |

| Promedio | Descendidos de la Primera División 1994-95             |
| -------- | ------------------------------------------------------ |
| 19.º     | Deportivo Mandiyú (reemplazado por Huracán Corrientes) |
| 20.º     | Talleres de Córdoba                                    |

## Equipos participantes
| Equipo              | Ciudad          | Estadio                      | Capacidad |
| ------------------- | --------------- | ---------------------------- | --------- |
| All Boys            | Buenos Aires    | Islas Malvinas               | 12 000    |
| Almirante Brown     | Isidro Casanova | Fragata Presidente Sarmiento | 25 000    |
| Arsenal             | Sarandí         | Arsenal                      | 5.900     |
| Atlanta             | Buenos Aires    | Don León Kolbowsky           | 34 000    |
| Atlético de Rafaela | Rafaela         | Nuevo Monumental             | 14 660    |
| Atlético Tucumán    | Tucumán         | Monumental José Fierro       | 29 200    |
| Central Córdoba (R) | Rosario         | Gabino Sosa                  | 10 000    |
| Chacarita Juniors   | Villa Maipú     | Chacarita Juniors            | 18 000    |
| Deportivo Morón     | Morón           | Francisco Urbano             | 19 000    |
| Douglas Haig        | Pergamino       | Miguel Morales               | 16 000    |
| Gimnasia y Tiro     | Salta           | Gigante del Norte            | 25 000    |
| Godoy Cruz          | Mendoza         | Feliciano Gambarte           | 15 000    |
| Huracán Corrientes  | Corrientes      | José Antonio Romero Feris    | 15 700    |
| Instituto           | Córdoba         | Juan Domingo Perón           | 26 000    |
| Los Andes           | Lomas de Zamora | Eduardo Gallardón            | 33 542    |
| Nueva Chicago       | Buenos Aires    | Nueva Chicago                | 25 000    |
| Quilmes             | Quilmes         | Guido y Sarmiento            | 30 000    |
| San Martín (SJ)     | San Juan        | Ingeniero Hilario Sánchez    | 19 000    |
| San Martín (T)      | Tucumán         | La Ciudadela                 | 23 500    |
| Talleres            | Córdoba         | Chateau Carreras             | 57 000    |
| Tigre               | Victoria        | José Dellagiovanna           | 26 282    |
| Unión               | Santa Fe        | 15 de Abril                  | 28 000    |

### Distribución geográfica de los equipos
| Región                                   | Cant. | Equipos                                                                                  |
| ---------------------------------------- | ----- | ---------------------------------------------------------------------------------------- |
| Conurbano bonaerense                     | 7     | Almirante Brown, Arsenal, Chacarita Juniors, Deportivo Morón, Los Andes, Quilmes y Tigre |
| Provincia de Santa Fe                    | 3     | Atlético de Rafaela, Central Córdoba (R) y Unión                                         |
| Ciudad de Buenos Aires                   | 3     | All Boys, Atlanta y Nueva Chicago                                                        |
| Provincia de Tucumán                     | 2     | Atlético Tucumán y San Martín (T)                                                        |
| Provincia de Córdoba                     | 2     | Instituto y Talleres                                                                     |
| Interior de la provincia de Buenos Aires | 1     | Douglas Haig                                                                             |
| Provincia de Corrientes                  | 1     | Huracán Corrientes                                                                       |
| Provincia de Mendoza                     | 1     | Godoy Cruz                                                                               |
| Provincia de Salta                       | 1     | Gimnasia y Tiro                                                                          |
| Provincia de San Juan                    | 1     | San Martín (SJ)                                                                          |

## Formato

### Competición
Se disputó un torneo de 42 fechas por el sistema de todos contra todos a dos ruedas, ida y vuelta.

### Ascensos
El campeón ascendió a la Primera División. Por su parte, los equipos ubicados entre el segundo y el octavo puesto, así como el campeón de la Primera B disputaron un Torneo reducido por eliminación directa. El ganador ascendió junto con el campeón.

### Descensos
Fueron definidos mediante una tabla de promedios determinados por el cociente entre los puntos obtenidos y los partidos jugados en las tres últimas temporadas. Los que ocuparon los tres últimos puestos debían descender a la tercera categoría, según correspondiera. Sin embargo, estos tres equipos disputaron en cambio un Torneo Reclasificatorio ante un equipo de la Primera B Metropolitana. En caso de ganar su serie eliminatoria mantendrían la categoría, mientras que en caso de perderla descenderían.

## Clasificación

### Apertura 1995
| Pos | Equipo              | Pts | PJ | PG | PE | PP | GF | GC | Dif |
| --- | ------------------- | --- | -- | -- | -- | -- | -- | -- | --- |
| 1   | Huracán Corrientes  | 42  | 21 | 12 | 6  | 3  | 37 | 23 | 14  |
| 2   | Atlético Tucumán    | 37  | 21 | 11 | 4  | 6  | 30 | 19 | 11  |
| 3   | Atlético de Rafaela | 36  | 21 | 10 | 6  | 5  | 33 | 23 | 10  |
| 4   | Talleres            | 35  | 21 | 11 | 2  | 8  | 31 | 21 | 10  |
| 5   | Quilmes             | 34  | 21 | 9  | 7  | 5  | 30 | 21 | 9   |
| 6   | Godoy Cruz          | 34  | 21 | 9  | 7  | 5  | 29 | 24 | 5   |
| 7   | Instituto           | 33  | 21 | 9  | 6  | 6  | 34 | 30 | 4   |
| 8   | San Martín (SJ)     | 33  | 21 | 9  | 6  | 6  | 27 | 23 | 4   |
| 9   | Atlanta             | 32  | 21 | 9  | 5  | 7  | 26 | 26 | 0   |
| 10  | Nueva Chicago       | 31  | 21 | 8  | 7  | 6  | 29 | 24 | 5   |
| 11  | Gimnasia y Tiro     | 29  | 21 | 8  | 5  | 8  | 31 | 25 | 6   |
| 12  | Douglas Haig        | 28  | 21 | 7  | 7  | 7  | 21 | 21 | 0   |
| 13  | Unión               | 27  | 21 | 7  | 6  | 8  | 25 | 27 | -2  |
| 14  | Chacarita Juniors   | 26  | 21 | 7  | 5  | 9  | 22 | 25 | -3  |
| 15  | All Boys            | 25  | 21 | 6  | 7  | 8  | 19 | 28 | -9  |
| 16  | Deportivo Morón     | 24  | 21 | 6  | 6  | 9  | 24 | 30 | -6  |
| 17  | San Martín (T)      | 23  | 21 | 5  | 8  | 8  | 26 | 34 | -8  |
| 18  | Almirante Brown     | 22  | 21 | 5  | 7  | 9  | 18 | 31 | -13 |
| 19  | Arsenal             | 21  | 21 | 4  | 9  | 8  | 13 | 22 | -9  |
| 20  | Central Córdoba (R) | 20  | 21 | 5  | 5  | 11 | 22 | 28 | -6  |
| 21  | Los Andes           | 18  | 21 | 3  | 9  | 9  | 18 | 26 | -8  |
| 22  | Tigre               | 15  | 21 | 3  | 6  | 12 | 19 | 33 | -14 |

### Clausura 1996
| Pos | Equipo               | Pts | PJ | PG | PE | PP | GF | GC | Dif |
| --- | -------------------- | --- | -- | -- | -- | -- | -- | -- | --- |
| 1   | Talleres (Córdoba)   | 42  | 21 | 12 | 6  | 3  | 31 | 17 | 14  |
| 2   | Central Córdoba (R)  | 39  | 21 | 11 | 6  | 4  | 40 | 23 | 17  |
| 3   | Unión                | 37  | 21 | 11 | 4  | 6  | 40 | 25 | 12  |
| 4   | Douglas Haig         | 37  | 21 | 10 | 7  | 4  | 40 | 28 | 15  |
| 5   | Los Andes            | 36  | 21 | 10 | 6  | 5  | 49 | 38 | 11  |
| 6   | Huracán (Corrientes) | 33  | 21 | 9  | 6  | 6  | 31 | 24 | 7   |
| 7   | Godoy Cruz           | 32  | 21 | 9  | 5  | 7  | 30 | 25 | 5   |
| 8   | Instituto            | 31  | 21 | 7  | 10 | 4  | 37 | 28 | 4   |
| 9   | San Martín (SJ)      | 31  | 21 | 9  | 4  | 8  | 42 | 35 | 9   |
| 10  | Atlético Tucumán     | 31  | 21 | 9  | 7  | 5  | 28 | 24 | 7   |
| 11  | Atlético Rafaela     | 28  | 21 | 8  | 4  | 9  | 28 | 33 | -8  |
| 12  | Almirante Brown      | 28  | 21 | 7  | 7  | 7  | 28 | 36 | -5  |
| 13  | Gimnasia y Tiro (S)  | 27  | 21 | 8  | 3  | 10 | 31 | 39 | -8  |
| 14  | Chacarita Juniors    | 26  | 21 | 6  | 8  | 7  | 23 | 26 | -3  |
| 15  | Quilmes              | 25  | 21 | 7  | 4  | 10 | 24 | 27 | -3  |
| 16  | Atlanta              | 23  | 21 | 5  | 8  | 8  | 22 | 28 | -6  |
| 17  | Nueva Chicago        | 21  | 21 | 5  | 6  | 10 | 32 | 39 | -7  |
| 18  | Arsenal              | 20  | 21 | 3  | 11 | 7  | 27 | 32 | -5  |
| 19  | Tigre                | 20  | 21 | 5  | 5  | 11 | 23 | 37 | -21 |
| 20  | San Martín (T)       | 20  | 21 | 5  | 5  | 11 | 19 | 40 | -14 |
| 21  | Deportivo Morón      | 19  | 21 | 4  | 7  | 10 | 26 | 35 | -9  |
| 22  | All Boys             | 16  | 21 | 3  | 7  | 11 | 20 | 32 | -12 |

| 1. |

## Final por el campeonato
La disputaron Huracán Corrientes y Talleres de Córdoba, ganadores del Torneo Apertura y el Torneo Clausura, respectivamente, para determinar al campeón del torneo. Huracán Corrientes se coronó campeón del torneo y ascendió directamente a la máxima categoría del fútbol argentino.
| 25 de mayo de 1996 | Huracán Corrientes    | 2:2 (1:0) | Talleres de Córdoba         | José Antonio Romero Feris, Corrientes, Corrientes |                              |
|                    | Gaitán 11' · Sosa 55' |           | Dertycia 71' · Clementz 91' | Árbitro(s): Horacio Elizondo                      | Árbitro(s): Horacio Elizondo |

| 1 de junio de 1996 | Talleres de Córdoba | 1:4 (0:3) | Huracán Corrientes                | La Boutique, Córdoba, Córdoba |                           |
|                    | Dertycia 84' (p)    |           | Sosa 18' · Lujambio 25', 40', 46' | Árbitro(s): Ángel Sánchez     | Árbitro(s): Ángel Sánchez |

## Tabla final de posiciones de la temporada
| Pos | Equipo              | Pts | PJ | PG | PE | PP | GF | GC | Dif |
| --- | ------------------- | --- | -- | -- | -- | -- | -- | -- | --- |
| 1   | Talleres de Córdoba | 77  | 42 | 23 | 8  | 11 | 62 | 38 | 24  |
| 2   | Huracán Corrientes  | 75  | 42 | 21 | 12 | 9  | 68 | 47 | 21  |
| 3   | Atlético Tucumán    | 68  | 42 | 20 | 11 | 11 | 58 | 43 | 15  |
| 4   | Godoy Cruz          | 66  | 42 | 18 | 12 | 12 | 59 | 49 | 10  |
| 5   | Douglas Haig        | 65  | 42 | 17 | 14 | 11 | 61 | 49 | 12  |
| 6   | Instituto           | 64  | 42 | 16 | 16 | 10 | 71 | 58 | 13  |
| 7   | Unión               | 64  | 42 | 18 | 10 | 14 | 65 | 52 | 13  |
| 8   | San Martín (SJ)     | 64  | 42 | 18 | 10 | 14 | 69 | 58 | 11  |
| 9   | Atlético de Rafaela | 64  | 42 | 18 | 10 | 14 | 61 | 56 | 5   |
| 10  | Central Córdoba (R) | 59  | 42 | 16 | 11 | 15 | 62 | 51 | 11  |
| 11  | Quilmes             | 59  | 42 | 16 | 11 | 15 | 54 | 48 | 6   |
| 12  | Gimnasia y Tiro     | 56  | 42 | 16 | 8  | 18 | 62 | 64 | -2  |
| 13  | Atlanta             | 55  | 42 | 14 | 13 | 15 | 48 | 54 | -6  |
| 14  | Los Andes           | 54  | 42 | 13 | 15 | 14 | 67 | 64 | 3   |
| 15  | Nueva Chicago       | 52  | 42 | 13 | 13 | 16 | 61 | 63 | -2  |
| 16  | Chacarita Juniors   | 52  | 42 | 13 | 13 | 16 | 45 | 51 | -6  |
| 17  | Almirante Brown     | 50  | 42 | 12 | 14 | 16 | 46 | 67 | -21 |
| 18  | Deportivo Morón     | 43  | 42 | 10 | 13 | 19 | 50 | 65 | -15 |
| 19  | San Martín (T)      | 43  | 42 | 10 | 13 | 19 | 45 | 74 | -29 |
| 20  | Arsenal             | 41  | 42 | 7  | 20 | 15 | 40 | 54 | -14 |
| 21  | All Boys            | 41  | 42 | 9  | 14 | 19 | 39 | 60 | -21 |
| 22  | Tigre               | 35  | 42 | 8  | 11 | 23 | 42 | 70 | -28 |

|  | Campeón. Ascendió directamente a Primera División.                                             |
|  | Disputó el Torneo Reducido por el segundo ascenso al haber perdido la final por el campeonato. |
|  | Disputaron el Torneo Reducido por el segundo ascenso.                                          |

| 1. |

## Torneo reducido
Se disputó un Torneo Reducido, entre Talleres (perdedor de la final del campeonato), los seis equipos que sumaron más puntos en la tabla general (Atlético Tucumán, Godoy Cruz (Mendoza), Douglas Haig (Pergamino), Instituto (Córdoba), Unión (Santa Fe) y San Martín (San Juan)), exceptuando a los dos campeones, y Deportivo Italiano, campeón de Primera B, a partidos de ida y vuelta por eliminación directa.
El ganador fue Unión (Santa Fe), que venció en la final a Instituto (Córdoba) y de esta manera ascendió a Primera División.
|  | Cuartos de final   | Cuartos de final | Cuartos de final |   |                  | Semifinales    | Semifinales    | Semifinales    |  |  | Final        | Final        | Final        |
|  | 8 al 16 junio      | 8 al 16 junio    | 8 al 16 junio    |   |                  | 22 al 30 junio | 22 al 30 junio | 22 al 30 junio |  |  | 6 y 13 julio | 6 y 13 julio | 6 y 13 julio |
|  |                    |                  |                  |   |                  |                |                |                |  |  |              |              |              |
|  | Atlético Tucumán   | 1                | 2                |   |                  |                |                |                |  |  |              |              |              |
|  | San Martín (SJ)    | 1                | 1                |   |                  |                |                |                |  |  |              |              |              |
|  | San Martín (SJ)    | 1                | 1                |   | Atlético Tucumán | 1              | 1              |                |  |  |              |              |              |
|  |                    |                  |                  |   | Atlético Tucumán | 1              | 1              |                |  |  |              |              |              |
|  |                    | Instituto        | 1                | 3 |                  |                |                |                |  |  |              |              |              |
|  | Douglas Haig       | Instituto        | 1                | 3 | 1                | 0              |                |                |  |  |              |              |              |
|  | Douglas Haig       |                  |                  |   | 1                | 0              |                |                |  |  |              |              |              |
|  | Instituto          | 1                | 1                |   |                  |                |                |                |  |  |              |              |              |
|  |                    |                  |                  |   |                  |                |                |                |  |  | Instituto    | 1            | 1            |
|  |                    |                  | Unión            | 3 | 0                |                |                |                |  |  |              |              |              |
|  | Talleres (Cba)     | 1                | 1                |   |                  |                |                |                |  |  |              |              |              |
|  | Deportivo Italiano | 1                | 0                |   |                  |                |                |                |  |  |              |              |              |
|  | Deportivo Italiano | 1                | 0                |   | Talleres (Cba)   | 1              | 1              |                |  |  |              |              |              |
|  |                    |                  |                  |   | Talleres (Cba)   | 1              | 1              |                |  |  |              |              |              |
|  |                    | Unión            | 3                | 3 |                  |                |                |                |  |  |              |              |              |
|  | Godoy Cruz         | Unión            | 3                | 3 | 0                | 1              |                |                |  |  |              |              |              |
|  | Godoy Cruz         |                  |                  |   | 0                | 1              |                |                |  |  |              |              |              |
|  | Unión              | 3                | 3                |   |                  |                |                |                |  |  |              |              |              |

## Tabla de descenso
Fueron contabilizadas la presente temporada y las dos anteriores con la particularidad de que, si bien a partir del campeonato actual los partidos ganados comenzaron a valer tres puntos, en esta tabla se continuaron contabilizando como dos para equiparar con los torneos previos.
| Pos  | Equipo               | 1993/94 | 1994/95 | 1995/96 | Total | PJ  | Promedio |
| ---- | -------------------- | ------- | ------- | ------- | ----- | --- | -------- |
| 1.º  | Huracán (Corrientes) | —       | —       | 54      | 54    | 42  | 1,286    |
| 2.º  | Talleres             | 47      | —       | 54      | 101   | 84  | 1,202    |
| 3.º  | Godoy Cruz           | —       | 50      | 48      | 98    | 84  | 1,167    |
| 4.º  | Quilmes              | 55      | 45      | 43      | 143   | 126 | 1,135    |
| 5.º  | Atlético de Rafaela  | 42      | 54      | 46      | 142   | 126 | 1,127    |
| 6.º  | San Martín (SJ)      | —       | —       | 46      | 46    | 42  | 1,095    |
| 7.º  | Instituto            | 46      | 43      | 48      | 137   | 126 | 1,087    |
| 8.º  | Douglas Haig         | 41      | 45      | 48      | 134   | 126 | 1,063    |
| 9.º  | Unión                | 43      | 44      | 46      | 133   | 126 | 1,056    |
| 10.º | Gimnasia y Tiro      | —       | 48      | 40      | 88    | 84  | 1,048    |
| 11.º | San Martín (T)       | 47      | 48      | 33      | 128   | 126 | 1,016    |
| 12.º | Atlético Tucumán     | 45      | 32      | 49      | 126   | 126 | 1,000    |
| 13.º | Nueva Chicago        | 46      | 41      | 39      | 126   | 126 | 1,000    |
| 14.º | Atlanta              | —       | —       | 41      | 41    | 42  | 0,976    |
| 15.º | All Boys             | 45      | 45      | 32      | 122   | 126 | 0,968    |
| 16.º | Los Andes            | —       | 39      | 41      | 80    | 84  | 0,952    |
| 17.º | Deportivo Morón      | 45      | 41      | 33      | 119   | 126 | 0,944    |
| 18.º | Chacarita Juniors    | —       | 40      | 39      | 79    | 84  | 0,940    |
| 19.º | Central Córdoba (R)  | 34      | 39      | 43      | 116   | 126 | 0,921    |
| 20.º | Almirante Brown      | 38      | 39      | 38      | 115   | 126 | 0,913    |
| 21.º | Arsenal              | 43      | 36      | 34      | 113   | 126 | 0,897    |
| 22.º | Tigre                | —       | —       | 27      | 27    | 42  | 0,643    |

|  | Jugaron un Torneo Reclasificatorio para no descender. |

### Torneo Reclasificatorio
Al obtener el peor promedio en las últimas tres temporadas, Tigre, Almirante Brown y Arsenal disputaron un Torneo Reclasificatorio para mantener la categoría, integrándose recién en la tercera etapa. Catorce equipos de Primera B comenzaron dicho torneo a partido de ida y vuelta por eliminación directa. Finalmente, Almirante Brown y Arsenal mantuvieron la categoría mientras que Tigre descendió. Asimismo, Almagro, Sarmiento y Temperley ascendieron al Nacional B.
| Tercera Ronda      |           |                    |                     |
| Ida                |           |                    |                     |
| Local              | Resultado | Visitante          | Fecha               |
| ------------------ | --------- | ------------------ | ------------------- |
| Tristán Suárez     | 1 - 3     | Almirante Brown    | 13 de julio de 1996 |
| San Miguel         | 0 - 0     | Arsenal            | 13 de julio de 1996 |
| Sarmiento de Junín | 1 - 1     | Tigre              | 13 de julio de 1996 |
| Temperley          | 0 - 2     | Almagro            | 13 de julio de 1996 |
| Vuelta             |           |                    |                     |
| Almirante Brown    | 1 - 2     | Tristán Suárez     | 16 de julio de 1996 |
| Arsenal            | 1 - 0     | San Miguel         | 16 de julio de 1996 |
| Tigre              | 1 - 3     | Sarmiento de Junín | 16 de julio de 1996 |
| Almagro            | 6 - 1     | Temperley          | 16 de julio de 1996 |